# Румјана (певачица)
Румјана Динева Најденова (буг. Румяна Динева Найденова; Камено, 12. децембар 1965 — Блатец, 30. јул 1999), познатија само као Румјана, била је бугарска певачица. Врхунац славе је достигла у другој половини 90-их година 20. века.

## Биографија и каријера
Рођена је 12. децембра 1965. у месту Камено. Завршава музичку школу у Котелу, где се специјализује за клавир и кавал. Једно време ради као професорка музике у месту Антоново и наступа као солиста оркестра Странџа. Године 1991. издаје свој први албум а 1994. издаје албум „Обичам да живея (Волим да живим)” на којем се налазио њен највећи хит „Две очи разплакани(Два ока уплакана)”. С овим албумом постаје једна од најпопуларнијих и најпродаванијих певачица бугарске сцене. Познате песме су и: „Само с теб (Само с тобом)” (1997) , „Кой ни раздели (Ко нас раздвоји)” (1997), „Обичам да живея (Волим да живим)” (1997), „Чук - чук (Куц - куц)” (1998), „Без теб (Без тебе)” (1998), „Колко те обичам (Колико те волим)” (1998) ... Издала је осам самосталних албума.
Позната је била и као певачица са најдужом косом бугарске естрадне сцене. Родила је двоје деце, син Илијан и ћерка Маријану.

## Смрт
Певачица је погинула на месту 30. јула 1999. близу села Блатец у тешкој саобраћајној несрећи. Последњи Румјанин албум је издат постхумно.

## Дискографија
- Обичам да живея (Волим да живим) (Прва верзија) (1994)
- Молитва за обич (Молитва за љубав) (1996)
- Само с теб (Само с тобом) (1997)
- Обичам да живея (Волим да живим) (Друга верзија) (1997)
- Вечната обич (Вечна љубав) (1998)
- Хоро се вие (Хоро се вије) (1999)
- Ден след ден (Дан за даном) (1999)
- Балади (Баладе) (1999)
- Румяна (Румјана) (2001)
- Песни от Странджа (Песме из Странџа) (2001)
- Най-доброто (Најбољи) (2001)
- MP3 дискография (MP3 дискографија) (2006)

## Спотови
| Спот                               | Година |
| ---------------------------------- | ------ |
| Луда глава                         | 1994   |
| Сама                               | 1994   |
| Камбаните звънят                   | 1994   |
| Две очи разплакани                 | 1995   |
| Бог да те накаже                   | 1995   |
| Години, луди, млади                | 1995   |
| Милена                             | 1995   |
| Аман, аман                         | 1995   |
| Обичам да живея                    | 1995   |
| Хей, момиче малко                  | 1995   |
| Печката                            | 1995   |
| Каручката                          | 1995   |
| Сени гиди сени                     | 1995   |
| Ай, Русис                          | 1995   |
| Бир, бир                           | 1995   |
| Молитва за обич                    | 1996   |
| За малко топлина                   | 1996   |
| Само с теб                         | 1997   |
| Две очи разплакани (нова верзија)  | 1997   |
| Бог да те накаже (нова верзија)    | 1997   |
| За малко топлина (нова верзија)    | 1997   |
| Години, луди, млади (нова верзија) | 1997   |
| Кой ни раздели                     | 1997   |
| Молитва за обич (нова верзија)     | 1997   |
| Милена (нова верзија)              | 1997   |
| Камбаните звънят (нова верзија)    | 1997   |
| Обичам да живея (нова верзија)     | 1997   |
| Аман, аман (нова верзија)          | 1997   |
| Панталона                          | 1997   |
| На шега                            | 1997   |
| За тебе пея                        | 1997   |
| Калина, Малина                     | 1997   |
| Тики-так                           | 1997   |
| Нина, Нина                         | 1997   |
| Ало, такси                         | 1998   |
| Чук, чук                           | 1998   |
| Тъгувам аз                         | 1998   |
| Забрави ме                         | 1998   |
| Налей ми вино                      | 1998   |
| Без теб                            | 1998   |
| Луд купон                          | 1998   |
| Вечната обич                       | 1998   |
| Мина мамина                        | 1998   |
| Колко те обичам                    | 1998   |
| Завърни се, море                   | 1998   |
| Аз и ти                            | 1998   |
| Остър завой                        | 1999   |

## Фолк спотови
| Спот                        | Година |
| --------------------------- | ------ |
| Искам, мамо, да отида       | 1994   |
| Стоил Стоилки думаше        | 1994   |
| Прочу се врачка от Странджа | 1994   |
| Мара в градинка седеше      | 1994   |
| Снощи вечер на мегдана      | 1994   |
| Тих вятър вее               | 1994   |
| Отдолу ми идат, мале ле     | 1994   |
| Провикнала се Бояна         | 1994   |
| Не казвай, любе, лека нощ   | 1994   |
| Ой та тебе, Кольо           | 1994   |
| Димо из Солун одеше         | 1994   |
| Тодоре, хайван копеле       | 1994   |
| Юрдаки, бяло бакалче        | 1994   |
| Дайчово хоро                | 1994   |
| Кара Кольо                  | 1998   |
| Полегнала е Гергана         | 1999   |
| Мари стани, добро           | 1999   |
| Седнал Господ да вечеря     | 1999   |
| Канят ме, мамо              | 1999   |